# Thorpe (Derbyshire)
Pour les articles homonymes, voir Thorpe.
Thorpe est un village du Derbyshire à la frontière entre le Derbyshire et le Staffordshire, sur la rive est de la rivière Dove.
Thorpe se trouve à l'extrémité sud du parc national du Peak District.